# Editoriale Sometti
Editoriale Sometti è una casa editrice italiana, nata con il nome di Linotipia Sometti a Mantova nel 1973 grazie a Valerio Sometti. A conduzione familiare, col cambio generazionale nel 1997 cambia denominazione in Editoriale Sometti.
Si occupa prevalentemente di pubblicistica del territorio, ed in parte minore di narrativa e di varia. È un medio editore secondo i criteri ISTAT, avendo edito oltre 800 titoli.
Ha pubblicato, fra le altre, opere di Giorgio Celli, etologo e letterato, di Stefano Scansani, scrittore e giornalista, di Carlo Benfatti, storico e ricercatore. Nel catalogo figurano opere di Giannetto Bongiovanni, Alberto Cappi, Umberto Bellintani, Lanfranco Frigeri, Vladimiro Bertazzoni, Mario Artioli. Dal 2013 la casa editrice è impegnata in un articolato progetto editoriale volto alla riscoperta dell'artista ferrarese Bruno Vidoni.